# Gianni Savio
Giovanni Savio, detto Gianni (Torino, 16 aprile 1948 – Torino, 30 dicembre 2024), è stato un dirigente sportivo italiano, per molti anni manager del team ciclistico professionistico Androni Giocattoli e commissario tecnico della nazionale venezuelana.

## Carriera
Iniziò la carriera di direttore sportivo nel 1986 alla Santini-Cierre, dirigendo poi anche l'Eurocar-Mosoca-Galli; nel 1992 rilevò da Dino Zandegù la direzione della ZG Mobili-Selle Italia, passata negli anni per diversi cambi di sponsorizzazione e denominazioni, tra cui Selle Italia, Colombia-Selle Italia, Serramenti PVC Diquigiovanni, Androni Giocattoli e Drone Hopper, per giungere fino all'ultima denominazione, nel 2023, di GW Shimano-Sidermec.
Nella sua trentennale carriera diresse corridori del calibro di Andrea Tafi (lanciato nel professionismo a fine 1988), Nelson Rodríguez, Leonardo Sierra, Andrea Ferrigato, Romāns Vainšteins, Freddy González, Carlos Alberto Contreras, José Rujano, Iván Parra, José Serpa, Michele Scarponi, Jackson Rodríguez, Franco Pellizotti, Fausto Masnada, Iván Ramiro Sosa e Mattia Cattaneo. Ma uno dei nomi più famosi, forse il più importante, fatto conoscere da Gianni Savio, è stato quello di Egan Bernal: il corridore colombiano passò professionista nel 2016 con la squadra del team manager piemontese, rimanendo in squadra fino al 2017; nel 2018 fu ingaggiato dal Team Sky, aggiudicandosi poi il Tour de France 2019 e il Giro d'Italia 2021.
Grande conoscitore del movimento ciclistico sudamericano, intrecciò negli anni rapporti con vari ministeri dello sport, che gli permisero di ottenere sponsorizzazioni e il ruolo di commissario tecnico della nazionale colombiana prima e venezuelana poi. Proprio con Gianni Savio alla guida, la Colombia ottenne il suo unico sigillo iridato, la vittoria di Santiago Botero nella prova a cronometro dei campionati del mondo su strada 2002.
Gianni Savio si è spento il 30 dicembre 2024 a Torino.